# Cop Out
Cop Out is een Amerikaanse komische actiefilm uit 2010, geregisseerd en gemonteerd door Kevin Smith.

## Verhaal
Twee politieagenten met onorthodoxe methoden zijn verwikkeld in een onderzoek dat leidt tot de zoektocht naar een gestolen honkbalkaart. Het zeldzame gestolen voorwerp zal hen echter op het pad van het witwassen van geld leiden en tegelijkertijd de gerelateerde problemen van het privéleven het hoofd bieden.

## Rolverdeling
| Acteur                | Personage                |
| --------------------- | ------------------------ |
| Bruce Willis          | rechercheur Jimmy Monroe |
| Tracy Morgan          | rechercheur Paul Hodges  |
| Kevin Pollak          | Hunsaker                 |
| Seann William Scott   | Dave                     |
| Sean Cullen           | kapitein Jack Romans     |
| Jason Lee             | Roy                      |
| Rashida Jones         | Debbie Hodges            |
| Adam Brody            | Barry Mangold            |
| Guillermo Díaz        | Poh Boy                  |
| Adrian Martinez       | Tino                     |
| Cory Fernandez        | Juan Diazo               |
| Michelle Trachtenberg | Ava Monroe               |
| Francie Swift         | Pam                      |
| Ana de la Reguera     | Gabriela                 |
| Jim Norton            | George                   |

## Productie
Kevin Smith wilde dat Harold Faltermeyer de soundtrack zou componeren omdat hij vond dat de film, ontworpen als een eerbetoon aan de misdaadkomedies van de jaren tachtig, een van de meest prominente filmmuzikanten in dit genre nodig had. Hoewel Faltermeyer al met pensioen was, sloot hij zich aan bij het filmproject nadat hij een eerste ruwe versie van de film had gezien.

## Release
De film ging in première op 22 februari 2010 in New York.

## Ontvangst
De film ontving ongunstige recensies van critici. Op Rotten Tomatoes heeft Cop Out een waarde van 18% en een gemiddelde score van 3,90/10, gebaseerd op 162 recensies. Op Metacritic heeft de film een gemiddelde score van 31/100, gebaseerd op 35 recensies.